# Louis Gressier
Louis A. Gressier, francoski veslač, * 12. maj 1897, Boulogne-sur-Mer, Francija, † 14. januar 1959, Boulogne-sur-Mer.
Gressier je za Francijo nastopil na Poletnih olimpijskih igrah 1924 v Parizu, kjer je v četvercu s krmarjem osvojil srebrno medaljo